# Jonathan Ramírez
Jonathan Ramírez, vollständiger Name Jonathan Alexander Ramírez Silva, (* 18. Dezember 1990 in Tacuarembó oder San Gregorio de Polanco) ist ein uruguayischer Fußballspieler.

## Karriere
Der je nach Quellenlage 1,65 oder 1,69 Meter große Offensivakteur Ramírez gehörte von der Clausura 2008 bis einschließlich der Clausura 2010 dem Kader des Erstligisten Tacuarembó FC an. Nachdem er in der Spielzeit 2008/09 ein Ligator erzielen konnte, traf er in der Saison 2009/10 sechsmal bei 25 Einsätzen in der Primera División. Mitte 2010 schloss er sich in Montevideo dem Erstligisten River Plate Montevideo an. Dort lief er in der Spielzeit 2010/11 in 15 Erstligaspielen auf, erzielte dabei sechs Treffer und kam überdies in einer Partie (ein Tor) der Copa Sudamericana zum Einsatz. Im August 2011 wechselte er zu Vélez Sársfield. Bei den Argentiniern stehen 2011/12 neben 18 Erstligaeinsätzen (ein Tor) auch seine Beteiligung an zwei Begegnungen (kein Tor) der Copa Libertadores, drei Partien (kein Tor) der Copa Sudamericana und zwei Spielen (kein Tor) der Copa Argentina zu Buche. Auf Leihbasis führte sein Karriereweg sodann zurück nach Uruguay zu Nacional Montevideo. In der Apertura 2012 wurde er allerdings lediglich sechsmal eingewechselt und blieb ohne persönlichen Torerfolg. Zwei Einsätze (kein Tor) in der Copa Sudamericana weist die Statistik ebenfalls für ihn aus. Ende 2012 erfolgte ein zweites Leihgeschäft seines argentinischen Arbeitgebers. Aufnehmender Verein war dieses Mal der peruanische Klub Sporting Cristal, in dessen Reihen er bis Jahresende 2013 stand und bei dem er zwölfmal in der Primera División aufgestellt wurde. Ein Tor erzielte er dort nicht. Im Januar wechselte er abermals zu River Plate Montevideo nach Montevideo und bestritt in der Clausura 2014 acht Ligaspiele mit einer persönlichen Trefferausbeute von drei Toren. In der Spielzeit 2014/15 wurde er neunmal (zwei Tore) in der höchsten uruguayischen Spielklasse eingesetzt. Während der Saison 2015/16 kam er elfmal (kein Tor) in der Liga zum Einsatz. Anfang August 2016 schloss er sich dem Club Atlético Cerro, für den er in der Spielzeit 2016 fünfmal (kein Tor) in der Liga auflief.